# Lista de conflitos envolvendo o Iraque
Esta é uma lista de guerras envolvendo o Iraque.
| Conflito                                        | Iraque e aliados | Oponentes | Resultados | Perdas iraquianas | Perdas iraquianas | Chefe de Estado          |
| Conflito                                        | Iraque e aliados | Oponentes | Resultados | Militares         | Civis             | Chefe de Estado          |
| ----------------------------------------------- | --- | --- | --- | ----------------- | ----------------- | ------------------------ |
| Grande Revolução Iraquiana (1920)               | rebeldes iraquianos | Reino Unido · Índia britânica | Derrota - Faiçal ibne Huceine instalado como Rei. | 6.000-10.000      | 2.050-4.000       | Nenhum                   |
| Primeira Revolta de Barzani (1931–1932)         | Iraque · Reino Unido | Curdos Barzani | Vitória - Revolta sufocada. | ?                 | ?                 | Faiçal I do Iraque       |
| Guerra Anglo-Iraquiana (1941)                   | Iraque · Alemanha · Itália | Reino Unido · Índia britânica · monarquistas · Transjordânia · Austrália · Nova Zelândia                                                                                                   | Derrota - Reinstalação da dinastia real Hachemita e do governo pró-britânico.                                                                                               | ~500              | ?                 | Rashid Ali al-Gaylani    |
| Segunda Revolta de Barzani (1943-1945)          | Iraque | Curdos Barzani | Vitória - Revolta sufocada. | ?                 | ?                 | Faiçal II do Iraque      |
| Primeira Guerra Árabe-Israelense (1948–1949)    | Egito · Iraque · Transjordânia · Síria · Líbano · Arábia Saudita · Exército da Guerra Santa · Exército de Liberação Árabe | Israel | Derrota - Invasão árabe de Israel repelida. - Acordos de armistício; Israel manteve a área destinada a ele pelo Plano de Partilha e capturou 50% do Estado árabe planejado. | ?                 | Nenhuma           | Faiçal II do Iraque      |
| Revolta de Mosul (1959)                         | Iraque | nacionalistas árabes | vitória do governo - Iraque permanece fora da República Árabe Unida. | 2.426             | 2.426             | Muhammad Najib ar-Ruba'i |
| Primeira Guerra Curdo-Iraquiana (1961–1970)     | Iraque · Síria | PDC | impasse - Acordo de Autonomia Curdo-Iraquiano | ~10,000           | ?                 | Muhammad Najib ar-Ruba'i |
| Guerra dos Seis Dias (1967)                     | Egito · Síria · Jordânia · Iraque · Líbano | Israel | Derrota - Israel captura a Faixa de Gaza, o Sinai, a Cisjordânia e as Colinas de Golã.                                                                                      | 10                | Nenhuma           | Abdul Rahman Arif        |
| Guerra do Yom Kippur (1973)                     | Egito · Síria · Iraque · Jordânia · Argélia · Cuba · Marrocos · Tunísia | Israel | Derrota - Invasão sírio repelida, Terceiro Exército egípcio cercado; cessar-fogo da ONU.. - Tratado de paz israelo-egípcio - Acordo de Desengajamento entre Israel e Síria  | 278               | Nenhuma           | Ahmed Hassan al-Bakr     |
| Segunda Guerra Curdo-Iraquiana (1974–1975)      | Iraque | PDC | Vitória - Iraque restabelece o controle sobre o Curdistão. | 7.000             | ?                 | Ahmed Hassan al-Bakr     |
| Guerra Irã-Iraque (1980–1988)                   | Iraque OMPI | Irã · PDC · UPC · Organização Badr | Empate - Iraque e Irã aceitam a Resolução 598. | 105.000– 375.000  | ~100.000          | Saddam Hussein           |
| Guerra do Golfo (1990–1991)                     | Iraque | Kuwait · Estados Unidos · Reino Unido · Arábia Saudita · França · Canadá · Egito · Síria · Omã · Emirados Árabes Unidos · Qatar                                                            | Derrota - Retirada iraquiana do Kuwait; Emir Jaber Al-Ahmad Al-Jaber Al-Sabah restaurado. - Pesadas baixas e destruição da infra-estrutura do Iraque e do Kuwait.           | 20.000– 35.000    | 3.664             | Saddam Hussein           |
| Intifada Sha'aban (1991)                        | Iraque OMPI | Organização Badr Dawa | Vitória (frente sul) - Revolta suprimida. | ~5.000            | 80.000– 230.000   | Saddam Hussein           |
| Intifada Sha'aban (1991)                        | Iraque OMPI | PDC UPC | Derrota (frente norte) - República Autônoma Curda estabelecida. | ~5.000            | 80.000– 230.000   | Saddam Hussein           |
| Guerra Civil no Curdistão Iraquiano (1995–1996) | PDC Iraque PDCI | UPC Estados Unidos | retirada - Retirada iraquiana do Curdistão iraquiano. | ?                 | ?                 | Saddam Hussein           |
| Operação Desert Fox (1998)                      | Iraque | Estados Unidos · Reino Unido | Cessar-fogo - Infra-estrutura iraquiana muito destruída. | 600– 2.000        | 600– 2.000        | Saddam Hussein           |
| Guerra do Iraque (2003–2011)                    | Iraque | Estados Unidos · Reino Unido · Austrália · Polônia · Peshmerga | Derrota (fase 1) - Derrubada do governo do Partido Baath e morte de Saddam Hussein.                                                                                         | 7.600– 10.800     | Disputado         | Saddam Hussein           |
| Guerra do Iraque (2003–2011)                    | Iraque · Curdistão iraquiano · MNF–I - Estados Unidos - Reino Unido - Coreia do Sul - Itália - Polônia - Austrália - Georgia - Ucrânia - Países Baixos - Espanha - Romênia - Bulgária - Dinamarca - Tailândia - Honduras - El Salvador - República Dominicana - Albânia - Nicarágua         | CSJL Exército Naqshbandi al-Qaeda - Estado Islâmico Exército Livre do Iraque Ansar al-Islam Exército Islâmico no Iraque Exército Mahdi Grupos Especiais Organização Badr Kata'ib Hezbollah | vitória do governo (fase 2) - Esgotamento da insurgência iraquiana, melhorias na segurança pública. - Restabelecimento de eleições democráticas.                            | 17.690            | Disputado         | Jalal Talabani           |
| Guerra Civil Iraquiana (2014–)                  | Iraque · Irã · Síria · CJTF–OIR - Estados Unidos - Canadá - Reino Unido - França - Austrália - Bélgica - Países Baixos - Dinamarca - Turquia - Jordânia - Marrocos Organização Badr · Kata'ib Hezbollah · Hezbollah Curdistão iraquiano · Curdistão sírio · forças Yezidi · forças assírias | Estado Islâmico Exército Livre do Iraque Exército Islâmico no Iraque Ansar al-Islam Exército Mujahideen Ansar al-Sunnah                                                                    | em curso - Intervenção militar árabe-ocidental | ~6.300            | ~16.400           | Fuad Masum               |